# Heliconia hirsuta
Heliconia hirsuta är en enhjärtbladig växtart som beskrevs av Carl von Linné d.y.. Heliconia hirsuta ingår i släktet Heliconia och familjen Heliconiaceae. Inga underarter finns listade.

## Bildgalleri

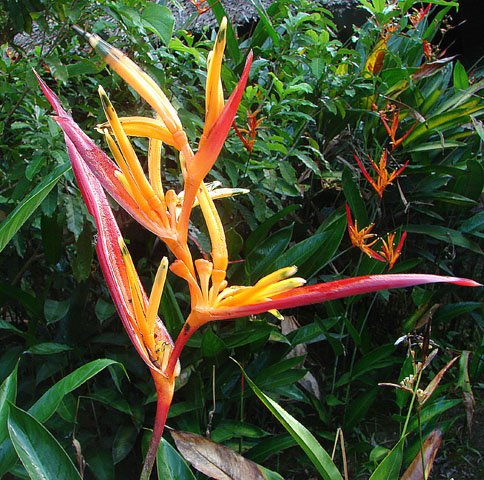